# Qiying
Qiying (kinesiska: 耆英; manchuiska: Ciyeng) född den 21 mars 1787, död den 29 juni 1858, manchurisk statsman och aristrokrat under Qingdynastin i Kina.

## Bakgrund
I egenskap av ättling till Nurhacis nionde son, Babutai, var Qiying en framstående medlem av kejsarfamiljen Aisin Gioro och tillhörde det manchuriska rena blåa fanan i de Åtta fänikorna. Qiying innehade flera viktiga ämbeten i statsförvaltningen, men avsattes flera gånger på grund av anklagelser om korruption. Qiyings ställning som framstående aristokrat gjorde dock att han länge lyckades behålla sin ställning som ledande ämbetsman i statsförvaltningen.

## Roll under Opiumkrigen

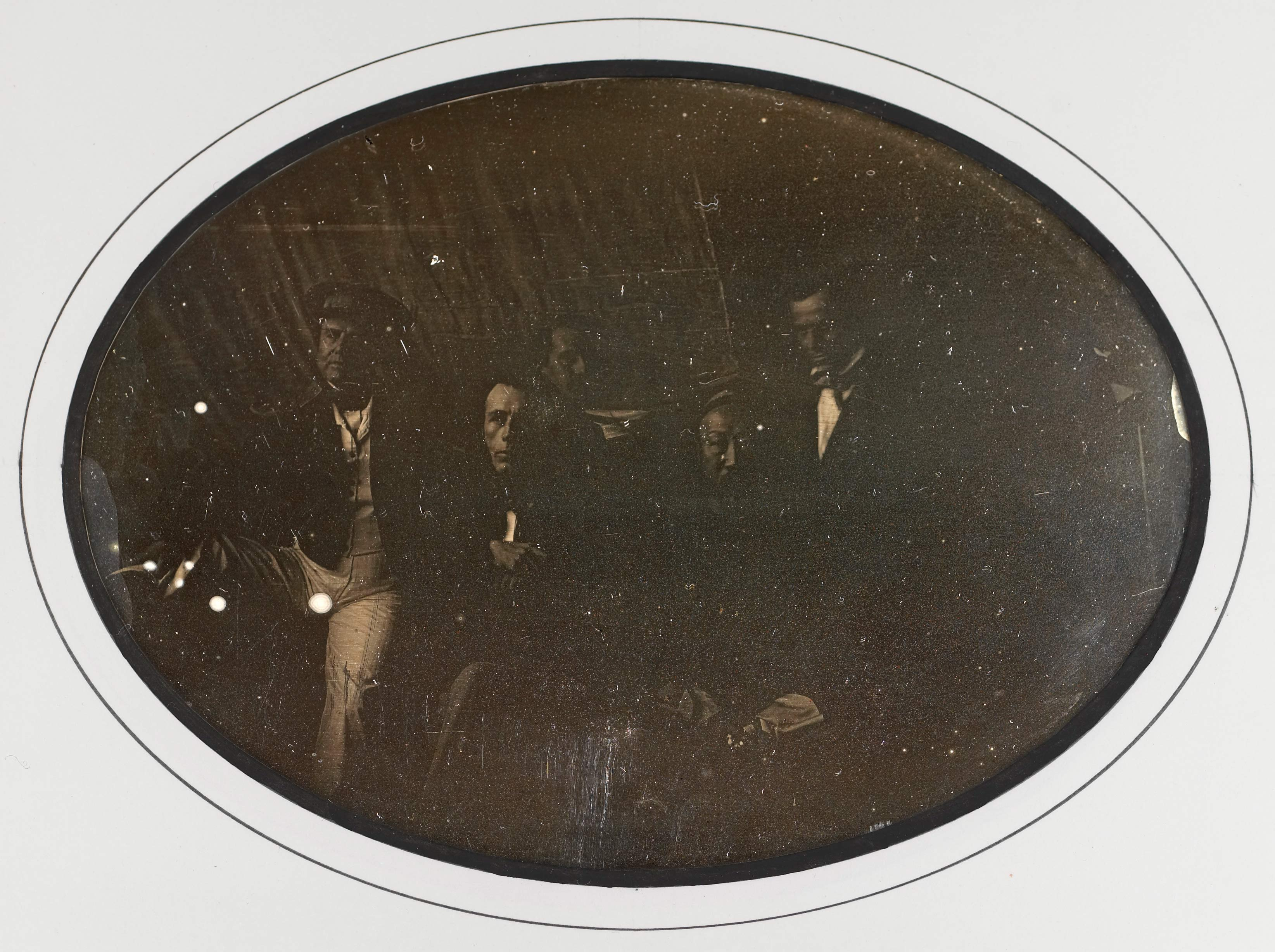
Qiying (den andre från höger) år 1844

År 1842 anförtrodde Daoguang-kejsaren Qiying uppdraget att förhandla fram ett fredsfördrag med Storbritannien efter Opiumkriget och Qiying var huvudansvarig för utarbetandet av Nanking-fördraget som slöts mellan Kina och Storbritannien den 29 augusti 1842. Under de följande åren undertecknade Qiying liknande fördrag med Frankrike och USA och 1847 undertecknade han och den svenske affärsmannen Carl Fredrik Liljevalch Fördraget i Kanton mellan Sverige-Norge och Kina. Dessa fördrag utgjorde de första "ojämlika fördragen" som Kina slöt med Väst
Under det andra opiumkriget beordrade Xianfeng-kejsaren Qiying att än en gång förhandla fördrag med stormakterna i Tianjin. Under förhandlingarna avslöjade de brittiska tolkarna Horatio Nelson Lay och Thomas Wade att de hade tillgång till dokument som bevisade hur fientligt inställd Qiying var till västerlänningar, och begärde att förhandla med någon annan från Qing. Den på detta sätt förödmjukade Qiying avlägsnade sig snabbt från förhandlingsbordet och begav sig till Peking utan att invänta kejsarens order. Han arresterades senare för att ha försummat sitt förtroende från kejsaren och dömdes till döden av den kejserliga klandomstolen. Han bereddes dock möjlighet att ta livet av sig istället för att avrättas på brukligt sätt.